# Valtronic SA
Valtronic Technologies (Suisse) SA est active dans la conception et l’industrialisation de systèmes et d’implants pour l’industrie médicale.

## Histoire
Créée en 1982 sous le nom de Valtronic SA, elle s’est d’abord spécialisée dans la miniaturisation électronique appliquée à différents domaines avant de se focaliser sur le domaine médical avec notamment des implants cochléaires, des prothèses de la vision, ou des systèmes d’administration de médicament, etc.
En 1996, Valtronic Holding SA est liquidée et ses filiales Valtronic SA, Valtronic Inc. et Valtronic Maroc SA sont reprises par Mecfin Financières SA.
En 2006, elle a obtenu la certification ISO 13485[réf. nécessaire].
En 2007, la fusion de Valtronic SA et d’AP Technologies SA a fait naître Valtronic Technologies (Suisse) SA. La nouvelle société est toujours orientée vers le secteur médical tout en gardant des activités dans différents secteurs industriels[réf. souhaitée].
Cette entreprise a des usines de production aux États-Unis et au Maroc.
- 1982 : Création de Valtronic
- 1985 : Création d’AP Technologies
- 1990 : Des modules équipent la navette Discovery
- 1995 : Module électronique fabriqué pour les voitures de Formule 1
- 1998 : Valtronic se concentre dans le médical
- 2000 : La plus petite aide auditive du monde est fabriquée par Valtronic[réf. nécessaire]
- 2006 : Valtronic fabrique le premier implant de la rétine
- 2007 : Fusion entre Valtronic et AP Technologies
- 2010 : Rachat par la boîte d'investissements Patrimonium
- 2012 : Mise en place ERP de haut niveau

## Direction
Rainer Platz, CEO
Sébastien Robert, CFO
Etienne Coulon, CSO
Pierre-Elie Braut, President EMEA 
Tim Vendal, President USA

## Produits
- Systèmes miniaturisés (Chip-on-Board, Flip-Chip, Chip-On-Chip, Multi-Chip-Module, 3D packaging, SMD, etc)
- Implants orthopédiques (vis, plaques, clous, crochets pour la traumatologie et le rachis, prothèse de la hanche et du genou, instruments chirurgicaux)
- Systèmes médicaux complexes (Endoscope, collection/traitement du sang, système d’administration de médicament, robots chirurgicaux, cathéters intelligents, contrôle médical)

## Emplacements
- Le Lieu, Suisse
- Casablanca, Maroc
- Solon, Ohio, États-Unis